# Garsauriinae
Garsauriinae – podrodzina pluskwiaków z  podrzędu różnoskrzydłych i rodziny ziemikowatych. Obejmuje sześć opisanych gatunków, sklasyfikowanych w dwóch rodzajach. Ograniczona zasięgiem do krain etiopskiej i orientalnej.

## Morfologia i zasięg
Pluskwiaki o ciele spłaszczonym grzbietowo-brzusznie, w zarysie mającym prawie równoległe boki, z wierzchu grubo punktowanym. Głowa jest szersza niż dłuższa, w zarysie trapezowata do prawie trójkątnej, zaopatrzona w duże, wyłupiaste oczy złożone. Płytki żuwaczkowe mają na powierzchniach grzbietowych po dwa główne chetopory. Czułki buduje pięć członów, z których drugi jest bardzo krótki, krótszy niż połowa długości pierwszego. Kłujka jest krótka i w spoczynku sięga ku tyłowi co najwyżej do podstawy śródpiersia. Wyraźnie szersze niż dłuższe przedplecze ma płaskawą powierzchnię z parą poprzecznych wcisków bocznych za guzami oraz wyraźnie wgłębionym rowkiem subapikalnym wzdłuż przedniej krawędzi. Brzegi przedplecza przedni i boczne są żeberkowane. Wzdłuż bocznych krawędzi przedplecza brak jest szeregu chetoporów. Tarczka ma kształt krótkiego, szerszego niż dłuższego trójkąta z zaokrąglonym tylnym wierzchołkiem. Półpokrywy mają dużą przykrywkę z wyodrębnionymi egzokorium i mezokorium, wyraźnie wydzieloną międzykrywkę oraz dużą zakrywkę. Użyłkowanie cechuje się trzema niezależnie wychodzącymi z komórki radialnej żyłkami, w tym radialną i medialną. Propleury mają dobrze wykształcone wgłębienia przednie i tylne. Na mezopleurach i metapleurach występują niewielkich rozmiarów ewaporatoria gruczołów zapachowych. Ujścia tychże gruczołów są dobrze wyodrębnione i widoczne patrząc od spodu. Odnóża są niezmodyfikowane, o smukłych goleniach z trójczłonowymi stopami osadzonymi wierzchołkowo. Drugi człon stopy jest cieńszy niż pierwszy i trzeci. Odwłok charakteryzują sternity od trzeciego do siódmego zaopatrzone w po dwa trichobotria rozmieszone w podłużnych parach za przetchlinkami.
Podrodzina paleotropikalna, ograniczona zasięgiem do krain etiopskiej i orientalnej.

## Taksonomia
Takson ten wprowadzony został w 1960 roku przez Richarda C. Froeschnera na łamach „Proceedings of the United States National Museum”.  Obejmuje sześć opisanych gatunków, sklasyfikowanych w dwóch rodzajach:
- Garsauria Walker, 1868
- Garsauriella Linnavuori, 1993